# Јам (митологија)
Јам (грч. Ίαμος) је у грчкој митологији био чувени пророк, митски предак свештеничке породице Јамида.

## Митологија
Када је Питана родила Посејдону кћерку Евадну, дала ју је на чување аркадијском краљу Епиту. Када је одрасла, Евадну је волео Аполон и она је зачела са њим. Епит је питао пророчиште у Делфима ко је обесчастио девојку и одговорено му је да је отац детета Аполон и да ће дете бити боље од свих пророка. У то време се Евадна породила, али је напустила бебу. Богови су послали две змије да је чувају и хране медом. Када се вратио са Делфа, Епит је потражио малишана и нашао га је у грмљу како лежи усред пурпурних и жутих љубичица, по којима је и добио име. Када је одрастао, замолио је свог оца да му да дар који ће бити користан његовом народу. Аполон му је услишио жељу, одвео га у Олимпију и дао му дар прорицања на основу утробе жртвених животиња. Такође је добио и способност да разуме говор птица. Његова даровитост се испољила онда када је Херакле установио олимпијске игре.